# جويل روث
جويل روث (بالإنجليزية: Joel Roth)‏ هو حاخام أمريكي، ولد في 1940 في ديترويت في الولايات المتحدة.